# Pierrepont-sur-Avre
Pierrepont-sur-Avre korábbi község Franciaországban, Somme megyében. Lakosainak száma 671 fő (2018. január 1.). Pierrepont-sur-Avre Gratibus, Bouillancourt-la-Bataille, Boussicourt, Contoire és Hargicourt községekkel határos.
2019. január 1-jén Contoire és Hargicourt korábbi községgel egyesült és az így létrejött Trois-Rivières új község része lett.

## Népesség
A település népességének változása:
| Lakosok száma | 630  | 650  | 660  | 659  | 671  |
|               | 2013 | 2015 | 2016 | 2017 | 2018 |